# فاطمه آلیا
فاطمه آلیا (زادهٔ ۱۳۳۵ در تهران)، نماینده دوره‌های هفتم، هشتم و نهم مجلس شورای اسلامی بود. وی دارای مدرک کارشناسی ارشد علوم سیاسی و کارشناسی مترجمی زبان انگلیسی می‌باشد. آلیا در دوران دفاع مقدس با حضور داوطلبانه در جبهه به عنوان امدادگر فعالیت کرده‌است.
وی از اعضای جبهه پایداری بوده و مسئولیت‌های سیاسی و اجرایی نظیر ۲۰ سال سابقه تدریس و مدیریت در آموزش و پرورش، نمایندگی مردم تهران در مجلس هفتم، هشتم و نهم و همچنین مؤسس و رئیس فراکسیون حمایت از حقوق معلولان، مؤسس و رئیس کمیته حقوق بشر مجلس در کارنامه کاری وی دیده می‌شود.
فاطمه آلیا جزو اصول‌گرایانی است که از دولت محمود احمدی‌نژاد حمایت می‌کرد.
او در دفاع از ممنوعیت ورود زنان به ورزشگاه والیبال گفته‌است: «تربیت فرزند و شوهرداری کار بسیار پراهمیت و مهمتری برای زنان است»